# Antek (film 2010)
Antek – polski dramat offowy z 2010 roku. Film powstał na podstawie scenariusza Wstyd Rafała Sieradzkiego, który inspirował się powieścią Alberto Moravii Konformista.

## Fabuła
Jest to historia nastolatka – Antka, który przechodzi przez trudny okres dojrzewania. Ma kryzys tożsamości. Jego koledzy z gimnazjum go nie akceptują. Nie znajduje też zrozumienia u wychowującej go samotnie matki. Nieoczekiwanie w jego życiu pojawia się "przyjaciel". Znajomość z nim odmieni Antka na zawsze.

## Obsada
- Krzysztof Figat – Antek
- Dariusz Bronowicki – Pułkownik
- Joanna Cichoń – Mama
- Sławoj Jędrzejewski – Trener
- Kamil Siński – Mati
- Franciszek Rudziński – Nowak

## Nagrody i wyróżnienia
- Brązowy Medal Unii Kina Niezależnego na Międzynarodowym Festiwalu Unica w Szwajcarii w 2010 r.[1][2]
- Zakwalifikowany do udziału w 56. Ogólnopolskim Festiwalu Filmów Amatorskich OKFA w Koninie w 2010 r.[3]